# 57-я мотострелковая бригада
57-я мотострелковая Уманская Краснознамённая ордена Кутузова бригада — тактическое соединение Рабоче-крестьянской Красной армии, принимавшее участие в Великой Отечественной войне.

## История бригады
Сформирована в декабре 1942 года в Калужской области как 57-я мотострелковая бригада. В её состав входили 3 мотострелковых и 1 миномётный батальоны, артиллерийский и зенитный дивизионы, ряд других частей и подразделений.

### Боевой путь
В конце декабря 1942 бригада была включена в 3-й танковый (с 20 ноября 1944 года 9-й гвардейский танковый корпус), в составе которого вела боевые действия до конца войны 
. За боевые отличия при освобождении г. Умань (10 марта) бригаде присвоено почётное наименование «Уманской» (19 марта 1944 года). За успешные боевые действия при форсировании р. Днестр, освобождении во взаимодействии с другими соединениями г. Бельцы (26 марта) и выходе на советско-румынскую государственную границу она награждена орденом Красного Знамени (8 апреля 1944 года).
В Люблин-Брестской операции 1944 года бригада отличилась в боях в районе г. Демблин, за что награждена орденом Кутузова 2-й степени (9 августа 1944 года).

1 декабря 1944 года за мужество и героизм, проявленные личным составом в боях с немецко-фашистскими захватчиками, высокую дисциплину и организованность она была удостоена гвардейского звания и преобразована в ЗЗ-ю гвардейскую мотострелковую бригаду. 
.

## Состав
- Управление бригады
- мотострелковый батальон
- мотострелковый батальон
- мотострелковый батальон
- миномётный батальон
- разведывательная рота
- зенитный артиллерийский дивизион
- противотанковый дивизион
- санитарный взвод

## Подчинение
- 3-й танковый корпус (СССР) 2-й танковой армии

## Командование

### Командиры бригады
- Забелло, Фёдор Михайлович (15.09.1942 — 02.03.1943), майор
- Ааржба, Антон Сулейманович (с фев. 1943 — янв. 1944), подполковник
- Шамардин, Павел Зиновьевич (01.1944 — 00.04.1944), подполковник
- Кревс, Николай Людвигович (04.1944 — 00.08.1944), полковник
- Шамардин, Павел Зиновьевич (08.1944 — 01.12.1944), полковник

### Начальники штаба бригады
- Садовой Тимофей Николаевич (15.09.1942 — 00.07.1943), майор
- Александрин Василий Тихонович (07.1943 — 00.08.1944), майор
- Декушев, Магомет Мамроевич (08.08.1944 — 00.12.1944), подполковник

## Награды и наименования
- «Уманская» — 19 марта 1944 года. Почётное наименование присвоено в ознаменование одержанной победы и за отличие в боях по прорыву обороны противника на уманском направлении и освобождение города Умань. Приказ Верховного Главнокомандующего от 19 марта 1944 года № 061.
- Орден Красного Знамени. Указ Президиума ВС СССР от 8 апреля 1944 года. За образцовое выполнение заданий командования при форсировании Днестра, овладении городом и важным железнодорожным узлом Бельцы, выход на государственную границу и проявленные при этом доблесть и мужество.
- Орден Кутузова II степени. Указ Президиума ВС СССР от 9 августа 1944 года. За образцовое выполнение заданий командования в боях с немецкими захватчиками, за овладение городом Демблин и проявленные при этом доблесть и мужество.

## Отличившиеся воины
- Никитин, Иван Моисеевич, рядовой, стрелок.